# Pitch Perfect
Pitch Perfect (Notas perfectas en México, 
Ritmo perfecto & Tono Perfecto en el resto de Hispanoamérica y Dando La Nota en España) es una comedia musical estadounidense de 2012 dirigida por Jason Moore y escrita por Kay Cannon.
La producción finalizó a mediados de diciembre de 2011 en Baton Rouge, Luisiana.
La película está interpretada por un reparto coral integrado por Anna Kendrick, Skylar Astin, Rebel Wilson, Anna Camp, Brittany Snow, Ester Dean, Alexis Knapp, Hana Mae Lee, Ben Platt, Adam DeVine, John Michael Higgins y Elizabeth Banks.

## Argumento
El argumento se centra en un grupo femenino universitario de música a cappella llamado The Barden Bellas, el cual ha de competir contra otro grupo del centro educativo para acceder y ganar los nacionales. El filme está ligeramente basado en la novela homónima de Mickey Rapkin.

## Reparto
- Anna Kendrick es Beca Mitchell, una chica solitaria y rebelde que desea seguir una carrera musical. Se une a las Barden Bellas como contralto.
- Skylar Astin es Jesse Swanson, un estudiante de primer año que espera un día convertirse en un orquestador de películas debido a su gran amor por el cine. Se une a los Treblemakers.
- Anna Camp es Aubrey Posen, la tensa y tradicionalista colíder de las Bellas. Ella está constantemente criticando e insiste en que las Bellas usen el mismo set list que han utilizado durante años.
- Brittany Snow es Chloe Beale, la más amable y colíder de las Bellas, que intenta conseguir que Aubrey escuche las sugerencias de Beca, pero es ignorada. Chloe contrae nódulos, pero sigue cantando cuando descubre que puede cantar en tonos más graves tras su operación
- Rebel Wilson es Patricia "Fat Amy", una cómica y excéntrica chica de Tasmania que se une a las Bellas como contralto.
- Adam DeVine es Bumper Allen, el egoísta líder de los Treblemakers, que constantemente humilla a las Bellas, especialmente a Aubrey o Fat Amy.
- Ester Dean es Cynthia-Rose Adams, una de las Barden Bellas quien es lesbiana. Se une al equipo como mezzosoprano.
- Alexis Knapp es Stacie Conrad, una miembro de las Bellas con fuertes impulsos sexuales. Se une al equipo como mezzosoprano.
- Hana Mae Lee es Lilly Onakuramara, una extraña chica que habla demasiado bajo para ser escuchada, pero más tarde se revela como una talentosa beatboxer. Se une a las Bellas como soprano.
- Ben Platt es Benji Applebaum, el compañero de habitación de Jesse, nerd e ilusionista, que es rechazado inicialmente por los Treblemakers, y más tarde es aceptado.
- Utkarsh Ambudkar es Donald, la mano derecha de Bumper, quien hace beatbox, rap y es uno de los vocalistas principales del grupo.
- Elizabeth Banks es Gail Abernath McKadden, comentadora y compañera de John.
- John Michael Higgins es John Smith, un misógino comentador de los encuentros a cappella.
- John Benjamin Hickey es el Dr. Mitchell, el padre de Beca y profesor de la universidad.
- Freddie Stroma es Luke, el director de la emisora de radio y DJ.
- Kelly Alice Jakle es Jessica, es una de las Barden Bellas, que mayormente está feliz y sobresaltada. Se une al equipo como soprano.
- Shelley Regner es Ashley. Se une a las Bellas como contralto.
- Jinhee Joung es Kimmy-Jin, una chica coreana, compañera de piso hostil de Beca.
- Christopher Mintz-Plasse es Tommy, quien es constantemente acosado y presenta las audiciones de la universidad.
- Wanetah Walmsley es Denise, exnovia de Cynthia Rose. Se une a las Bellas como contralto.

## Recepción
La película se estrenó el 24 de septiembre de 2012 en Los Ángeles y cuatro días después a nivel nacional en Estados Unidos. Durante el tiempo que estuvo en la cartelera recaudó cerca de 65 millones de dólares y 40 millones en el mercado internacional, siendo la tercera producción más taquillera de ese año. Con la recaudación, el filme llegó a ser la segunda película musical que más ha recaudado, por detrás de Escuela de rock.
Las críticas fueron en su mayoría positivas, con un 81% de nota de 135 comentarios en el sitio web Rotten Tomatoes y fue alabada por los críticos especializados por su comedia y sus grandes actuaciones musicales, entre las que destaca la de Rebel Wilson.

## Banda sonora
El álbum Pitch Perfect: Original Motion Picture Soundtrack fue lanzado en formato digital el 25 de septiembre de 2012, y físicamente el 2 de octubre de 2012. Hasta julio de 2013, el álbum había vendido aproximadamente 913.000 copias en los Estados Unidos, con lo que se convirtió en la banda sonora más vendida de ese año.

## Reconocimientos
| Premio                                    | Categoría                        | Nominado(a)                                                                                    | Resultado |
| ----------------------------------------- | -------------------------------- | ---------------------------------------------------------------------------------------------- | --------- |
| Broadcast Film Critics Association Awards | Mejor actriz de comedia          | Rebel Wilson                                                                                   | Nominado  |
| Detroit Film Critics Society Award        | Actuación revelación             | Rebel Wilson                                                                                   | Nominado  |
| Motion Picture Sound Editors              | Mejor música de una película     | Pitch Perfect                                                                                  | Ganador   |
| MTV Movie Awards                          | Actuación revelación             | Rebel Wilson                                                                                   | Ganador   |
| MTV Movie Awards                          | Mejor momento musical            | Anna Kendrick, Rebel Wilson, Anna Camp, Brittany Snow, Alexis Knapp, Ester Dean y Hana Mae Lee | Ganador   |
| MTV Movie Awards                          | Mejor momento WTF                | Anna Camp                                                                                      | Nominado  |
| MTV Movie Awards                          | Mejor actuación femenina         | Rebel Wilson                                                                                   | Nominada  |
| People's Choice Awards                    | Película cómica favorita         | Pitch Perfect                                                                                  | Nominado  |
| San Diego Film Critics Society            | Mejor actriz de reparto          | Rebel Wilson                                                                                   | Nominado  |
| Teen Choice Awards                        | Elección de película: Comedia    | Pitch Perfect                                                                                  | Ganador   |
| Teen Choice Awards                        | Elección de actriz: Comedia      | Anna Kendrick                                                                                  | Nominado  |
| Teen Choice Awards                        | Elección de actriz: Comedia      | Rebel Wilson                                                                                   | Ganador   |
| Teen Choice Awards                        | Elección de actor: Comedia       | Skylar Astin                                                                                   | Ganador   |
| Teen Choice Awards                        | Elección de actuación revelación | Adam DeVine                                                                                    | Nominado  |
| Teen Choice Awards                        | Mejor villano                    | Adam DeVine                                                                                    | Ganador   |
| American Music Awards                     | Mejor banda sonora               | Pitch Perfect                                                                                  | Ganador   |

## Secuelas
El mes de abril de 2013 Universal Pictures confirmó que la secuela, Pitch Perfect 2, ya estaba en desarrollo, confirmándose a Elizabeth Banks como directora, siendo así su debut en este cargo. Finalmente, esta segunda parte se estrenó en 2015. Dos años después, en 2017, llegó a los cines una tercera parte, Pitch Perfect 3, dirigida por Trish Sie.
- Dando la nota: Bumper en Berlín (Serie de TV) (2022) Distribuidora: Peacock, SkyShowTime